# ارلي غرين (تشيشير)
ارلي غرين (بالإنجليزية: Arley Green)‏ هي قرية تقع في المملكة المتحدة في شمال غرب إنجلترا.